# Henry Maston Mullinnix
Henry Maston Mullinnix  (4 de julio de 1892- 24 de noviembre de 1943) fue un ingeniero aeronáutico, aviador y Contralmirante de la Marina de los Estados Unidos durante la Segunda Guerra Mundial.

## Biografía
Henry Mullinnix nació en Spencer, Indiana en 1892, fue el primogénito del matrimonio conformado por  William Francis Mullinix y Esthelle Phrater, tomo su segundo nombre de su abuelo, Maston Greenberry Mullinnix.  Ingresó a la Academia Naval   en 1916 calificando como alumno distinguido.

### Primera Guerra Mundial
Durante la Gran Guerra sirvió en el USS Balch (DD-50) patrullando las aguas irlandesas. Se retiró de la Marina al final de la guerra y se  casó en 1918 con Catherine O´Neal.  Ingresó a la Universidad de Annapolis y estudió ingeniería aeronáutica graduándose en 1923.  Ingresó a la Estación Aeronaval de Pensacola, Florida para formarse como aviador naval logrando su piocha de combate en 1924.  Estuvo asignado en diversos departamentos de la Marina en Pearl Harbor mientras realizaba el curso de oficiales.   

### Segunda Guerra Mundial
Al inicio de la Segunda Guerra Mundial entre 1940 y 1941 fue comandante del Portahidraviones,  USS Albemarle (AV-5)
Fue asignado en el  USS Saratoga como oficial de aire.  Sirvió como comandante en el mismo desde abril de 1943 hasta agosto de ese años siendo transferido con el grado de Contralmirante a cargo de la 24.ª División de Portaaviones enarbolando su banderín de buque insignia en el nuevo portaaviones USS Liscome Bay en octubre de 1943. 
Su División fue adscrita a la Task Force N.º 52, una de las más grandes armadas estadounidenses durante la SGM, y enviada el 20 de noviembre de 1943 a la conquista de la isla Makin, una de las islas Gilbert como parte de la Operación Galvánica en apoyo al desembarco en Tarawa y Makin. 
En la amanecida del 24 de octubre de 1943, su portaaviones insignia fue objeto de un  certero ataque de torpedos por parte del submarino japonés I-175, el mortal ataque con dos torpedos destruyó el portaaviones pereciendo Henry Mullinnix junto a 641 tripulantes.  
Se le concedió póstumamente la medalla de Legión de Mérito, el Corazón Púrpura y la Medalla de Servicios Distinguidos de la Marina por su contribución y aportes en el desarrollo dentro de la Marina de los Estados Unidos.  Mullinnix fue un impulsor del motor aeronaval refrigerado por aire.
Un destructor clase Forrest Sherman, el USS Mullinnix (DD-944) botado en 1957 fue nombrado en su honor.